# Лятно бърне
Лятното бърне (Spatula querquedula), наричано още чекръкчийка, е сравнително дребен представител на семейство Патицови (Anatidae), разред Гъскоподобни (Anseriformes).

## Физическа характеристика
Тежи между 350 и 500 гр. Дължина на тялото 37–40 см, размах на крилете около 63 см. Изразен полов диморфизъм сезонен и възрастов диморфизъм. Лети бързо, каца във водата леко и почти безшумно, излита рязко и вертикално. Рядко се гмурка. Мъжкият в брачно оперение е с широки бели вежди. През другите сезони прилича на женската, която е с черна ивица през окото и белезникави вежди. Младите са като женската, но тялото отдолу е с кафяви щрихи. Женската по големина и окраска наподобява женската на зимното бърне, но гушата и основата на клюна са белезникави, а веждите добре очертани. Мъжката издава характерен звук, като от чупещо се дърво: кърр, кърр.

## Разпространение и местообитание
Сравнително широко разпространена в Европа, Западна и Югоизточна Азия, достигайки до Марианските острови. Случаен посетител в Северна Америка. Среща се и в България. Обитава гъсто обрасли с водна растителност и тръстика водоеми и избягва гористите местности.

## Начин на живот и хранене
Приема предимно животинска храна, като главен дял в менюто и имат различните видове мекотели.

## Размножаване
Гнездото си построява на сухо място под укритието на храст или висока трева. Снася от 7 до 12 мръсно бели до жълтеникаво кафяви яйца. Мъти 23 дни само женската. Малките се излюпват достатъчно развити за да могат да се придвижват и хранят самостоятелно.

## Допълнителни сведения
Ловен обект на територията на България.